# While文
while文 (英: while statement) はプログラミング言語において繰り返し（ループ）の制御構造を記述するための文 (statement) である。英語の接続詞 while の意味「〜である間」の通り、継続条件として指定された式（制御式）を評価した値が真である間、ループ本体 (loop body) の処理を繰り返し実行する。
while文では通例、ループの最初に継続条件式を評価する。したがって、継続条件式が偽であった場合はループ本体の処理は一度も実行されない。プログラミング言語によっては、ループの本体を一度実行した後、継続条件式を評価するdo-while文をサポートするものもある。do-while文では継続条件式の真偽にかかわらず、ループ本体の処理が必ず一度は実行される。詳細は当該記事も参照のこと。
なお、関数型言語では通例、whileループは文ではなく式 (expression) として定義される。while式はwhile文よりもプログラム中で記述できる位置に関して柔軟性がある。Haskellのような純粋関数型言語では、ループは常に再帰（末尾再帰）を使って記述するため、whileループの構文をサポートしないものもある。

## 例

### Cおよびそれに類する言語
C言語, C++, C#, D, Java, Perlなどでは以下のような構文である。
```
while
 
(
条件
)

    
文
 
// ここの部分を「ループ本体」と呼ぶ

```

このループの実行は、次のような手順となる。
1. 「条件」を評価する。「条件」が偽ならば、ループを終了する。
2. 「文」を実行する。
3. 「条件」の評価に戻る。

「条件」がはじめから偽の場合は、「文」は一度も実行されない。
ループ本体が複数の文からなる場合、ブロック（複文）を使う。
```
while
 
(
条件
)
 
{

    
...

}

```

#### プログラム例
```
int
 
x
 
=
 
0
;

while
 
(
x
 
<
 
100
)
 
{

    
printf
(
"x は %d です。
\n
"
,
 
x
);

    
++
x
;
 
// x の値を 1 だけ増やす（インクリメントする）。

}

```

これを実行すると、次のように標準出力に出力する。
```
x は 0 です。
x は 1 です。

…………
 
x は 98 です。
x は 99 です。
```

変数xの初期値は0であり、ループ本体の処理を1回実行するたびにインクリメントされる。xの値が100未満すなわち99のときまではループ本体の処理が実行され、最終的にxの値が100になる。その後、継続条件式を評価するとき、条件は成り立たなくなり、ループは終了する。

#### ループの脱出と継続
ループの脱出と継続の制御に利用できる分岐文を備える言語もある。break文は、ループ本体の複文の途中からであっても、またwhileの条件が成り立っていても、ループ中から抜け出す。continue文はループの途中から、ループ本体の最後に飛び、while文の場合にはそこから先頭に戻って条件の評価となる。
goto文を使える言語では、whileループの脱出にgoto文を使うこともできる。通常はbreak文のほうが好ましいが、多重ループを脱出する場合やswitch文をループ本体に含む場合などでは、goto文のほうが簡潔に記述できる。return文や例外のスローによってループを脱出することのできる言語もある。

### Pascal
Pascalにおけるwhile文は、C言語系列と概ね同様であり、キーワードとして while と do を使う。一方、do-while文に関しては、repeat-until文が相当するが、キーワードとして repeat と until を使う点が異なるだけでなく、制御式として継続条件ではなく終了条件（真のときループを終了）を記述する点も異なる。

#### 構文
```
while
 
条件
 
do
 
文

```

```
repeat
 
文
;
 
文
...;
 
文
 
until
 
条件

```

LL(1)の単純な構文というPascalのポリシーから、両者で全く違うキーワードを使う設計（デザイン）となっている。
whileでは複数の文を置く場合には begin-end で複文にしなければならないが、repeat-until はそれ自身が暗黙のブロック構文になっているので、セミコロンで区切って複数の文を置くことができる。

### Basic
Full BASIC（INCITS/ISO/IEC 10279-1991 (R2005) "Information Technology – Programming Languages – Full BASIC"）には、ループの多くのパターンに対応する柔軟性のあるDo-Loop文がある。またVisual Basicには、それに加えて伝統的なBASICのWHILEに近いWhile文もある。

#### 構文
Visual Basic .NETにおけるWhile文は以下のような構文である。Visual Basicでは While...Wend だが、VB.NETでは While...End While となっている。
```
While
 
条件

    
文
...

    
[
 
(
Continue
|
Exit
)
 
While
 
]

    
文
...

End
 
While

```

Exit While はbreak文、Continue While はcontinue文に相当する機能を持つ。
Do...Loop文は以下のような構文である。
```
Do
 
[
(
While
|
Until
)
 
条件
]

    
文
...

    
[
 
(
Continue
|
Exit
)
 
Do
 
]

    
文
...

Loop
 
[
(
While
|
Until
)
 
条件
]

```

Do の後に While を続ければ、while文に相当し、Loop の後に Until を続ければ、Pascalの repeat-until に相当する。どちらにも条件を付けなければ、単純な無限ループになる。

## 注
1. ↑  JIS X 3010:2003「プログラム言語C」§6.8.5「繰返し文」
2. ↑  JIS X 3010:2003「プログラム言語C」§6.8.6.2「continue文」
3. ↑  While...End While Statement (Visual Basic) | Microsoft Docs
4. ↑  Do...Loop Statement (Visual Basic) | Microsoft Docs